# Свети Никола (Ковачевица)
Вижте пояснителната страница за други значения на Свети Никола.
„Свети Николай“ или „Свети Никола“ е българска възрожденска църква в село Ковачевица, България, част от Неврокопската епархия на Българската православна църква. Обявена е за архитектурен, художествен и културен паметник от национално значение.

## История
Църквата е изградена от 1841 до 1847 година от местни майстори в източната част на селото, за да замени параклиса „Света Петка“ в местността Елата. Някои от иконите от „Света Петка“ са пренесени в новата църква. До нея е сградата на килийното училище, съществувало още през ХVІІІ век. Сегашната сграда на училището заедно с четириетажната камбанария са построени северозападно от църквата в 1893 година. Трите сгради са обградени с общ каменен зид.

## Архитектура
В архитектурно отношение храмът е трикорабна псевдобазилика с голяма полукръгла апсида на изток и трем на запад. Сградата е от необработен камък, западната фасада е измазана, а останалите варосани. Има камемен покривен корниз със сложен профил. Покривът е двускатен със засеки на запад и изток, а покритието му е от тикли. Вътрешните размери на църквата са – дължина 19,80 m, ширина – 12,10 m, дебелината на стените е 1 m.
Трите кораба в интериора са разделение от две колонади с по шест дървени стълба, свързани с арки, изрисувани с декоративни флорални мотиви. Над колоните са монтирани квадратни икони на пророци. Такива икони има и на аналоя, амвона и владишкия трон. Таванът над средния кораб е по-висок, дъсчен, свързан с колонадите чрез холкел. В центъра му е изобразен Христос Вседържител (1847). Таваните на страничните кораби са плоски, дървени с цветни фигури. Притворът е отделен с ниска преграда от дъски само в страничните кораби. Балдахинът над Светия престол е резбован.
В интериора няма запазени стенописи. Иконостасът е таблен, изписан и резбован. Дверите са с дълбока, на места ажурна резба с растителни орнаменти и птици. На тях са изписани прецизно Архангел Михаил и Света Богородица от Благовещение с четири църкови отци под тях. Голямата венчилка също е резбована и е с добра изработка и композиция. Под разпятието има кръгъл медальон с надпис „Стоян Гивез Досто 1848“. Зад северния дракон има надпис „Жив. Стоилъ. Мъртви. Стою, Дала, Димиана, Стоанка, Гивеза“. В двата края на апостолския пояс на иконостаса има дракони. Двете крайни полета на иконостаса са добавени допълнително в 1861 година. Върху цокълните табла има 10 сцени от „Шестоднева“ в елипсовидни медальони. На двете крайти пана са „Измъчване на жена от дяволи“ и „Изкушаване на мъж и жена“, сюжети от Страшния съд, в които образите са облечени в народни носии.
Тринадесетте царски икони са дело на двама зографи. „Свети Василий“, „Св. св. Константин и Елена“, „Архангел Михаил“, „Свети Николай“, „Света Богородица“, „Христос Вседържител“, „Свети Йоан Кръстител“, „Свети Атанасий“, „Свети Илия“ и „Свети Спиридон“ са на мелнишкия зограф Яков Николай, който работи няколко пъти в църквата – в 1841, 1848 и 1860 година. На Яков Николай са и празничните и апостолските икони от 1848 година. Двете крайни икони „Свети Георги“ и „Свети Василий“ са на неврокопския майстор Серги Георгиев от 1861 година, подписани „Серги Георгиевичъ“. На Сегри Георгиев е и задпрестолното разпятие от 1870 година. В храма има и стари икони – „Свети Йоан Предтеча“ (1736), „Света Богородица с Младенеца“ (XVIII век), „Христос на архиерейски трон“ (XVIII век), „Света Богородица“ и „Дейсис“ (1805), дело на Димитър Коюв.
В 1900 година две камбани на църквата даряват камбанолеярите Братя Алексови.
- „Исус Христос“, икона на Димитър Коюв
- „Света Богородица“, икона на Димитър Коюв
- „Св. св. Кирил и Методий“